# Saint-Aubin-les-Forges
Saint-Aubin-les-Forges là một xã của tỉnh Nièvre, thuộc vùng Bourgogne-Franche-Comté, miền trung nước Pháp.